# Strings to a Web
Strings to a Web — студийный альбом немецкой хеви-метал-группы Rage, выпущенный в 2010 году на лейбле Nuclear Blast.
В записи «Empty Hollow» — центральной композиции альбома, состоящей из 5 частей, участвовали музыканты Минского симфонического оркестра.

## Список композиций
1. «The Edge of Darkness» — 04:30
2. «Hunter and Prey» — 04:31
3. «Into the Light» — 04:22
4. «The Beggar’s Last Dime» — 05:40
5. «Empty Hollow I: Empty Hollow» — 06:19
6. «Empty Hollow II: Strings to a Web» — 03:54
7. «Empty Hollow III: Fatal Grace» — 01:20
8. «Empty Hollow IV: Connected» — 02:53
9. «Empty Hollow V: Empty Hollow Reprise» — 01:48
10. «Saviour of the Dead» — 05:44
11. «Hellgirl» — 04:11
12. «Purified» — 03:46
13. «Through Ages» — 02:05
14. «Tomorrow Never Comes» — 03:41

## Участники записи
- Петер «Пиви» Вагнер — вокал, бас-гитара
- Виктор Смольский — гитара, клавишные, бэк-вокал
- Андре Хильгерс — ударные